# Букаву
Букаву (на френски: Bukavu) е град в източната част на Демократична република Конго, административен център на провинция Южно Киву. Населението му е около 807 000 души (2012).
Разположен е на 1 498 m надморска височина в Източноафриканската рифтова долина, на южния бряг на езерото Киву и на границата с Руанда. Селището е основано през 1901 година под името Костермансвил от белгийската колониална администрация и дълго време е административен център на целия регион на езерото Киву.

## Известни личности
Родени в Букаву
- Денис Муквеге (р. 1955), лекар и общественик